# Jumilla
Jumilla – gmina w Hiszpanii, w prowincji Murcja, w Murcji, o powierzchni 969 km². W 2011 roku gmina liczyła 25 711 mieszkańców.